# Галиб, Мирза Асадулла-хан
Мирза Асадулла-хан Галиб (перс. غالب دهلوی‎; урду مرزا اسد اللہ خان غالب‎, Агра, 27 декабря 1797 — Дели, 15 февраля 1869) — один из наиболее известных индийских поэтов, писавший на языках урду и фарси, авторитетный знаток Корана и суфизма.

## Биография

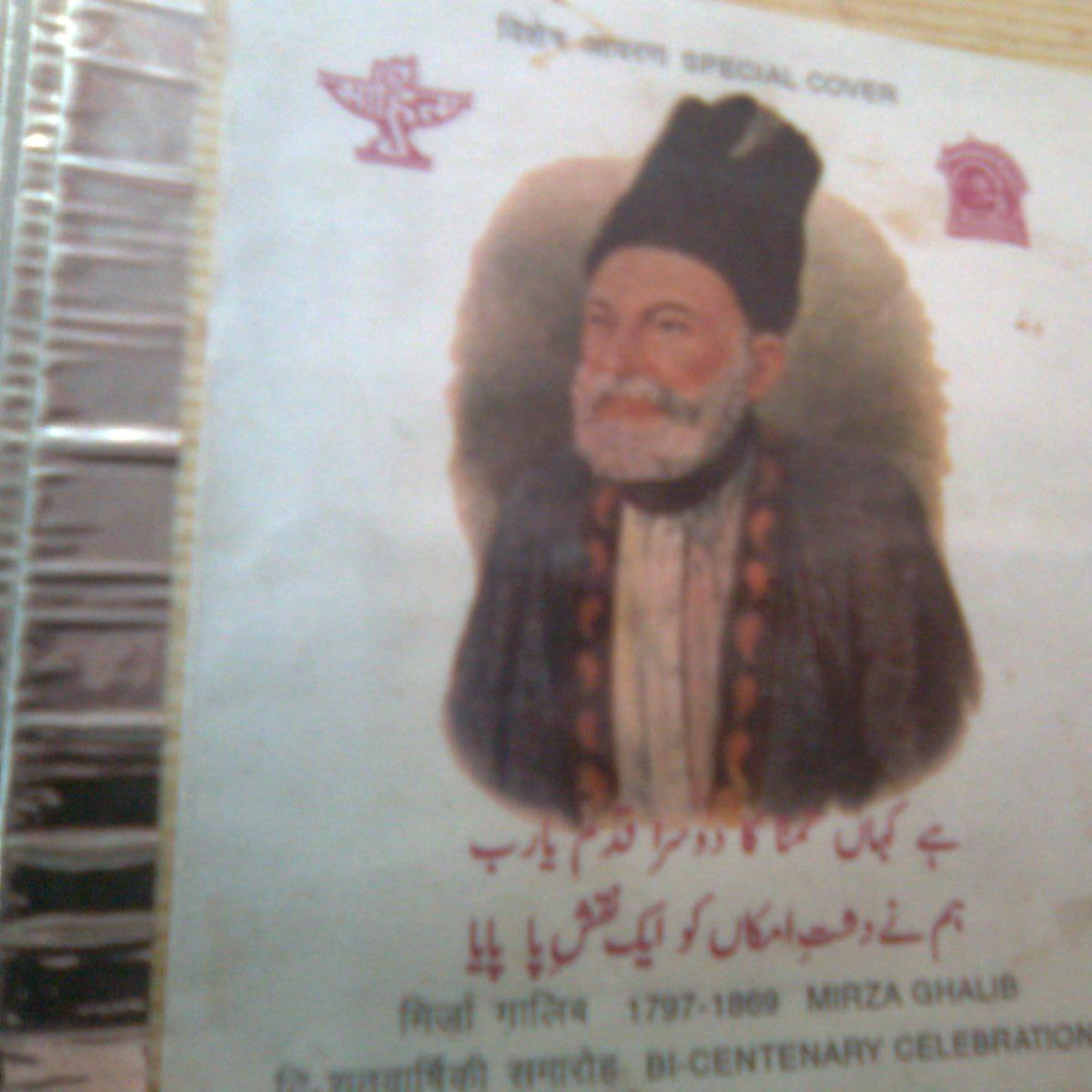
В Индии выпущена специальная памятная обложка Галиба

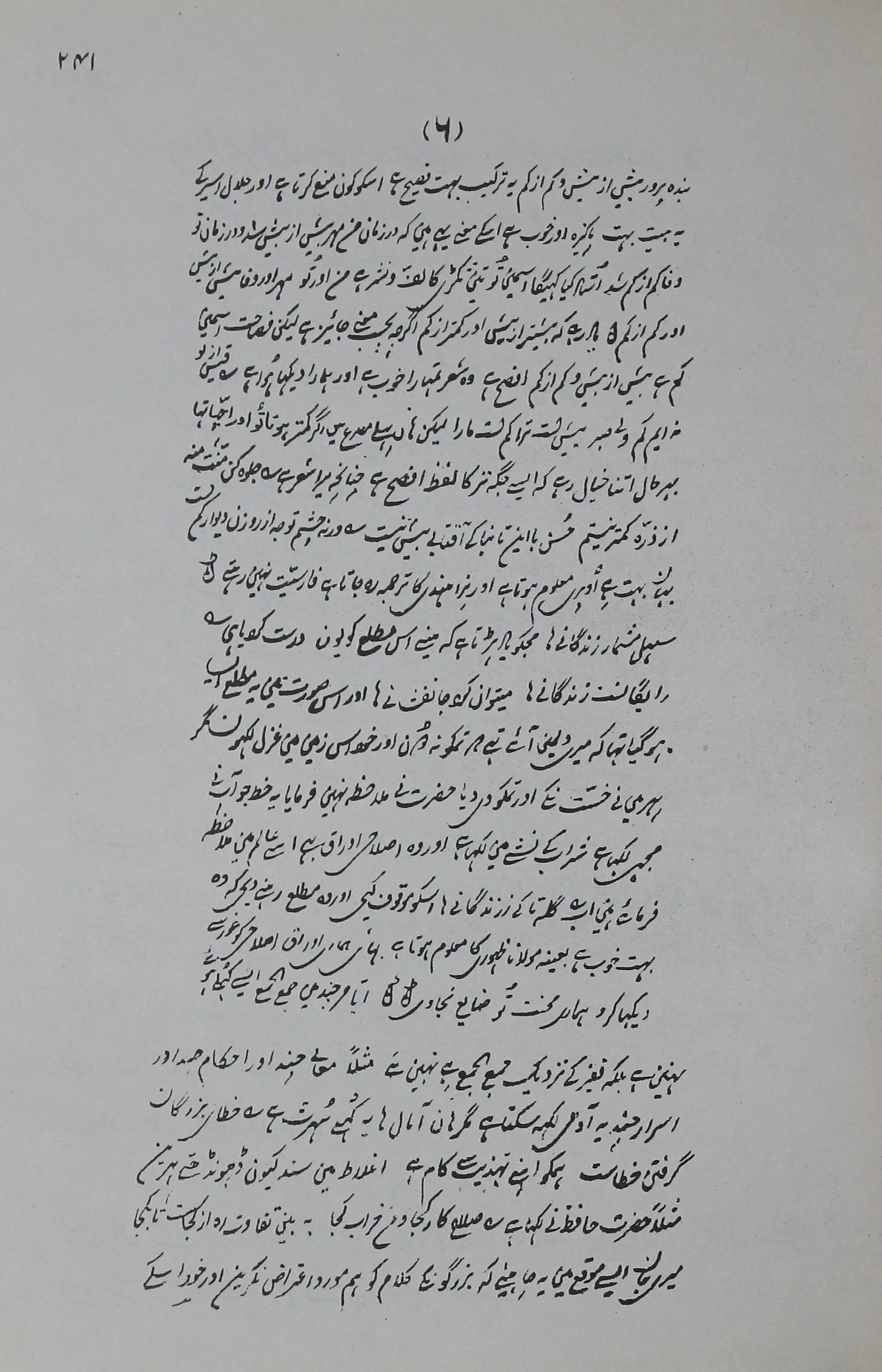
Страница из писем Галиба (в руке)

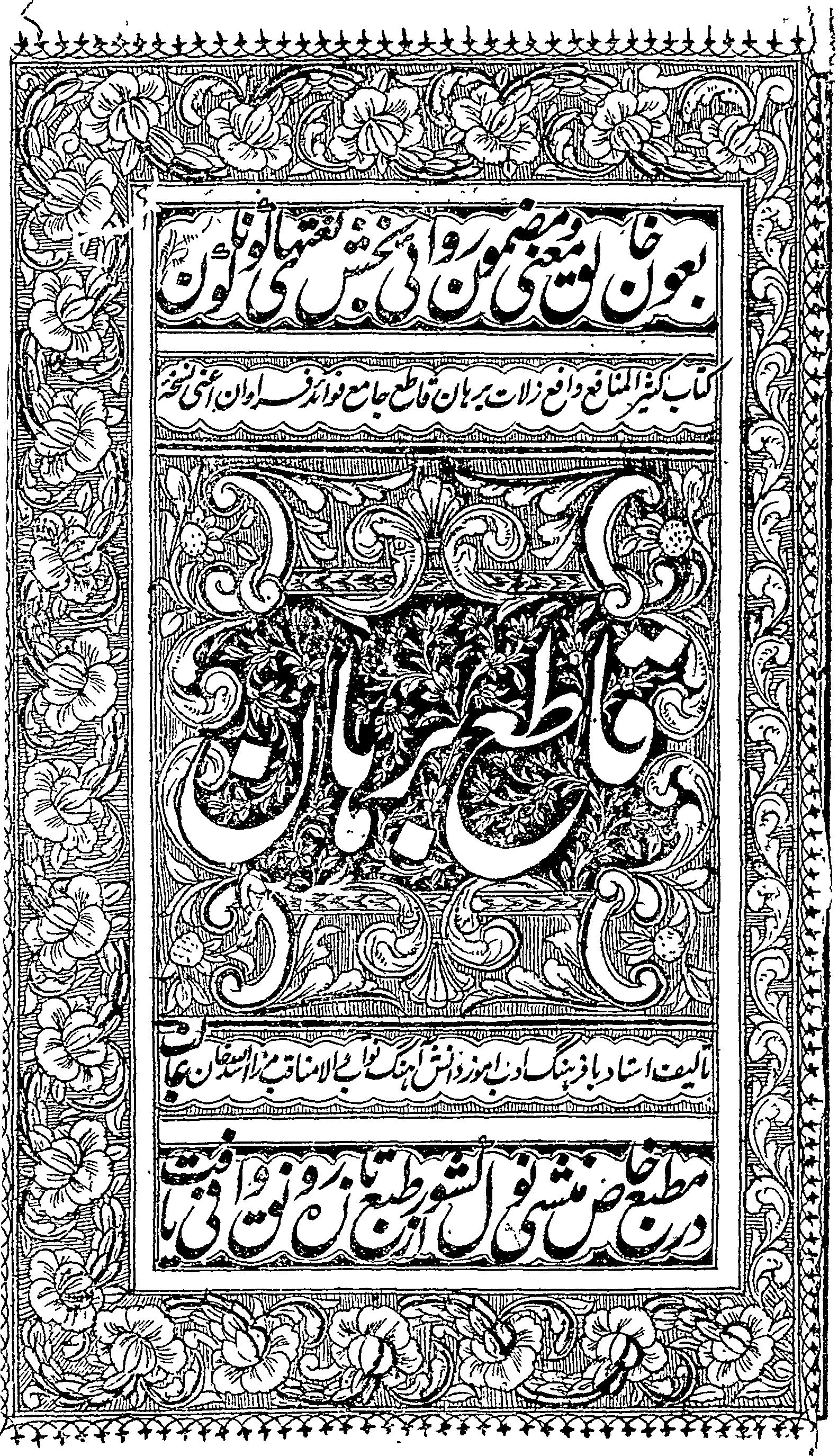
Обложка Каат'и-е Бурхан Галиба

Мирза Галиб родился 27 декабря 1797 года в Агре, в одном из известных центров тюркско-исламской культуры, расположенном на полуострове Деккен в Индии. Он родился в аристократической мусульманской семье из рода Айбеков, происходившей из Средней Азии. Его настоящее имя — Асадуллах, Галиб — его псевдоним. Он также имел прозвища Наджмуддевле и Дебирульмульк. Отец и дед Галиба были военачальниками. Его дед Кукан-бег-хан принадлежал к знатной тюркской семье. Его отец Абдуллах-бег-хан, служил у Али-хана и был убит в городе Альвар, куда он отправился, чтобы предотвратить коррупцию. После этого губернатор Альвара выделил Галибу и его брату Юсуфу две деревни.
После гибели отца Галиб воспитывался в Дели, в семье своего дяди со стороны матери, Насруллах-бек-хана, которого британцы назначили правителем Агры. После смерти дяди — в семье деда. Получил традиционное домашнее образование. В 1810 году Галиба женили на девочке из семьи правителей княжества Лохару. Однако ранний брак не был счастливым; и все семеро детей Галиба умерли в младенчестве.
Источником существования Галиба была пенсия, назначенная ему после смерти дяди. Эту пенсию ему постоянно урезали. В 1828 году Галиб предпринял поездку в Калькутту c надеждой на то, что английский генерал-губернатор положительно решит вопрос о некотором её увеличении. Результат поездки был неутешительным. Однако Галиб впервые увидел в этой поездке плоды английской технической революции; побывал он также и в Бенаресе, священном городе индусов.
По обвинению в участии в азартных играх, запрещённых в Дели, Галиба посадили в тюрьму, где он провёл несколько месяцев. Из этого заточения его вызволил высокий покровитель и поэт Шеифта.
В 1850 году Галиб был приглашён ко двору Великих Моголов в качестве придворного хрониста, а в 1854 году занял место советника последнего Великого Могола, Бахадура Шаха II. Однако восстание сипаев 1857—1859 гг., с подавлением которого перестала существовать династия Моголов, отразилось и на судьбе Галиба — перестала существовать его должность, на два года прекратилась выплата пенсии, имущество было разграблено, дом разорён.
Свои последние годы поэт жил в Дели, где умер в 1869 году.

## Творчество

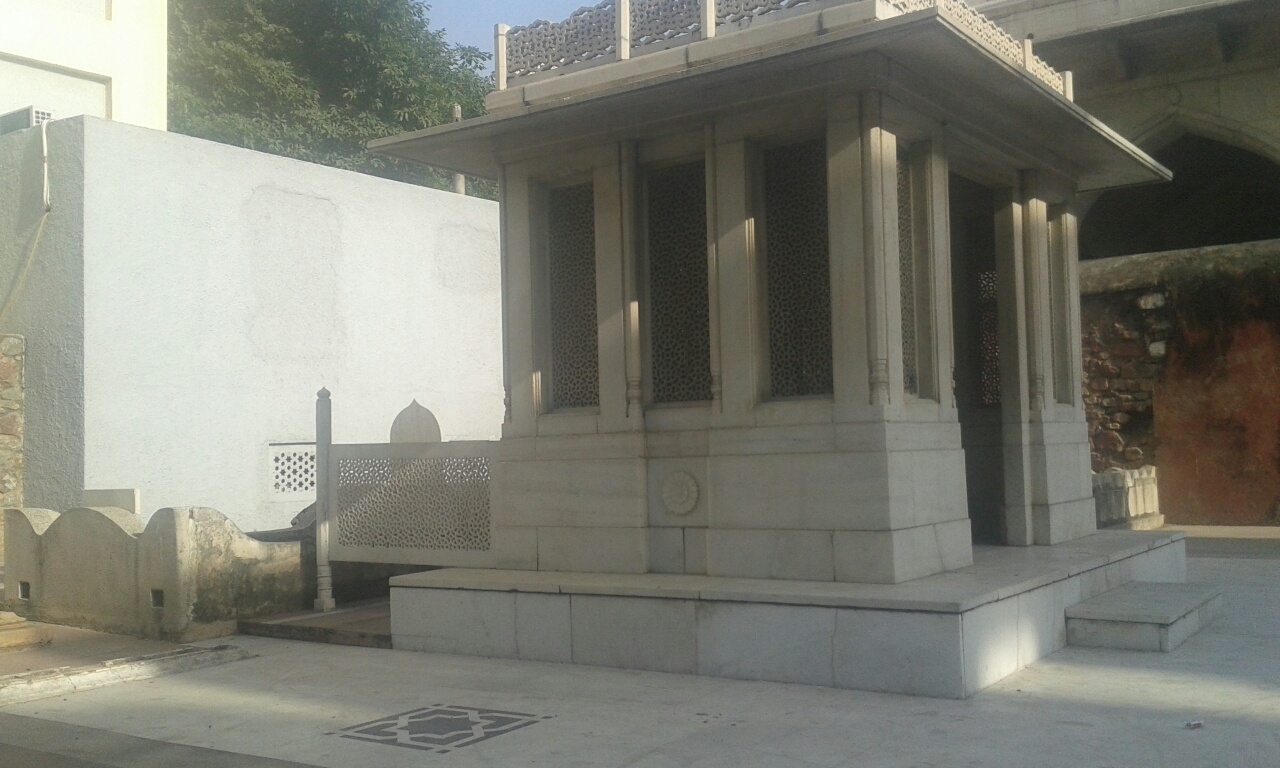
Вид сбоку на мазар Галиба

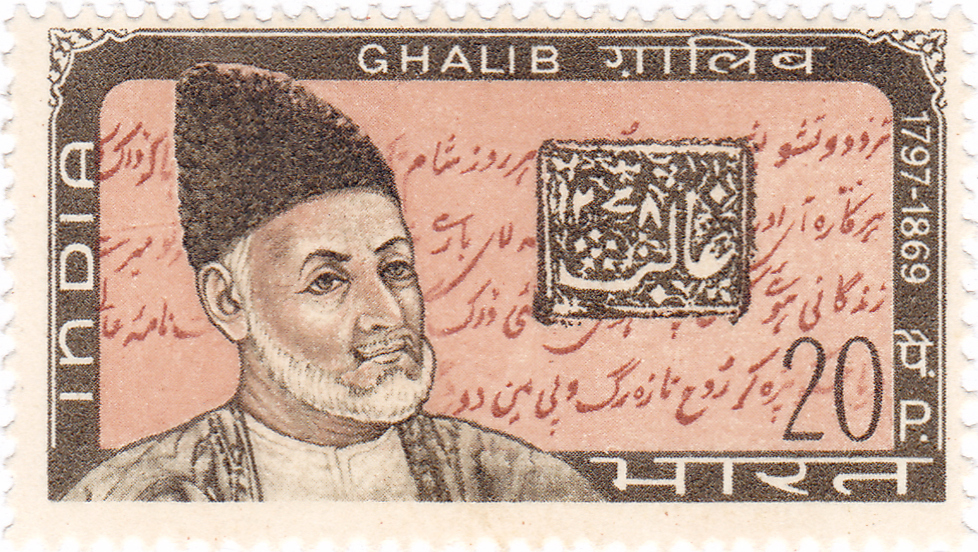
Галиб на марке Индии 1969 года

Большую часть наследия составляют произведения на фарси. Славу поэта составляет сборник стихов (в основном газелей) на урду «Диван-е урду» (1841). В соответствии с поэтической традицией газель Галиба — это стихотворение о любви. В начале своего творчества Галиб следовал традициям сложного и изысканного «индийского стиля», но впоследствии отказался от него. Его творчество проникнуто ощущением неотвратимости перемен в социальной жизни и в то же время сожалением об уходящей эпохе. Многие стихи отличает тонкое чувство юмора.
Прозаические сочинения газели Галиба, написанные и на персидском языке содержат многочисленные суфийские мотивы. По традиционному суфийскому толкованию, любовное чувство охватывает всего человека и, проявляясь как духовное начало, символизирует божественную любовь. В газелях Галиба постоянно меняется объект медитаций и обращений. В одной и той же газели «ты» может быть обращением к Богу, к возлюбленной и к самому себе.
В поэзии Галиба выражаны идеи свободолюбия, гуманизма, веры в беспредельную силу разума, содержится призыв к единению людей независимо от их религии. Главным его соперником в поэзии был придворный поэт Мохаммад Ибрагим Заук. 
Помимо стихов, перу Галиба принадлежат филологические и исторические работы:
- «Пять ладов» («Пандж аханг», 1835-49) — филологический труд,
- «Полуденное солнце» («Михр-е нимруз», 1854) — о династии Великих Моголов,
- «Ароматница» («Дастамбу», 1869) — дневниковые записи о сипайском восстании 1857—1859[3],
- «Катийи бур-хан»,
- «Дерафши Кавияни»,

### Переводы на русский язык
- Мирза Галиб. Лирика. М.: Художеств. лит-ра, 1969.
- Мирза Галиб. Избранное. М.: Наука, 1980.
- Диван Мирзы Галиба. Новосибирск, АНТ, 2008.

### О нём
- Алиев Г. Ю. Персоязычная литература Индии. М., 1968.
- Глебов Н., Сухочев А. Литература урду. М., 1967.
- Пригарина Н. И. Мирза Галиб. М.: Наука, 1986.
- Пригарина Н. Мирза Галиб. М.: Летний сад, 2015. 604 с.
- Пуладова Ш. Некоторые вопросы эпистолярного стиля Мирзы Галиба. Изв. АН Тадж. ССР, 1962, № 2(29).
- Сайд Эхтишам Хусейн. История литературы урду. М., 1961.
- Russell R. (ed.) Ghalib, life, letters and ghazals. New Delhi: Oxford University Press, 2003.
- Varma P. K. Ghalib, the man, the times. New Delhi: Penguin Books, 1989.

## Галерея

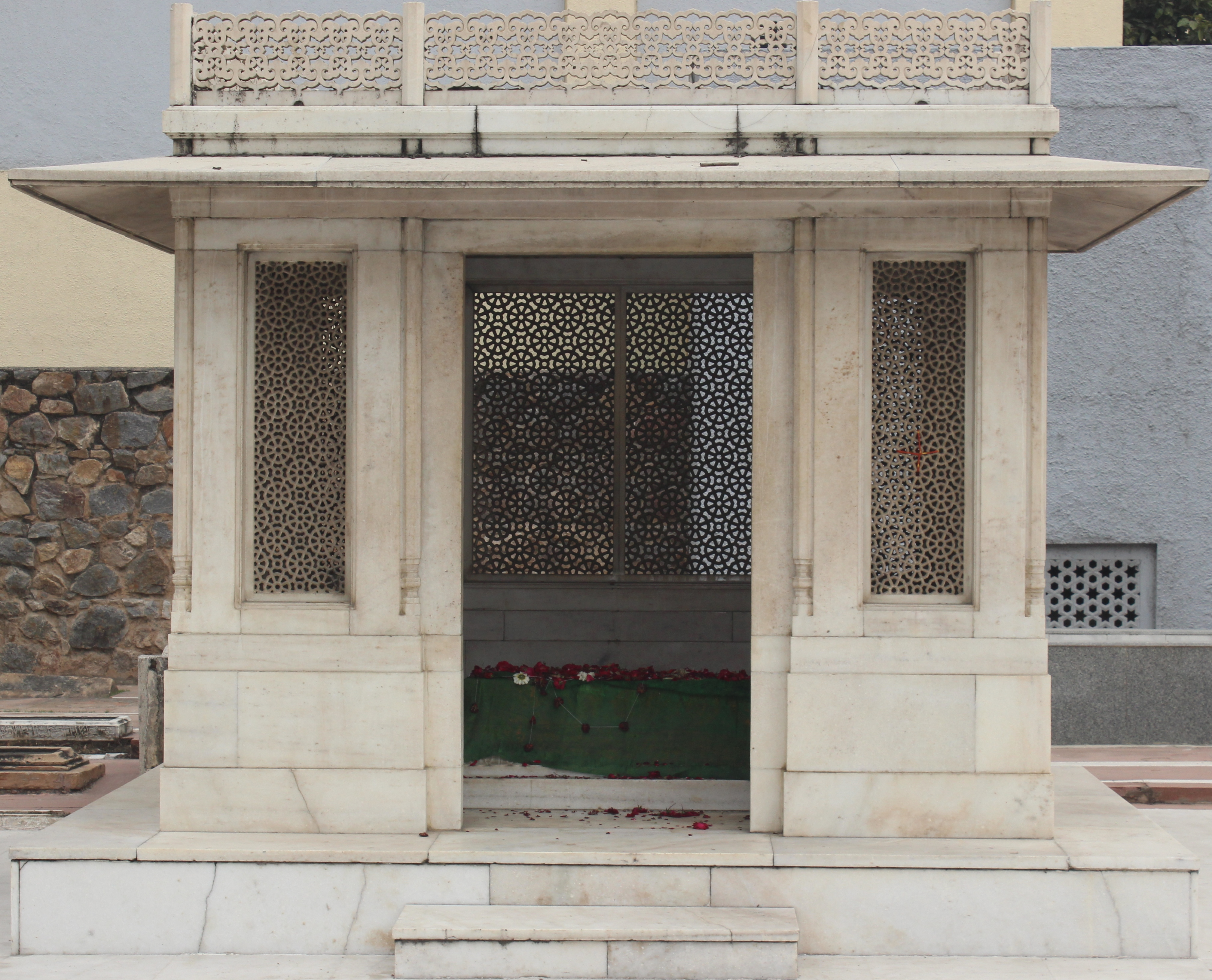
Могила Мирзы Галиба
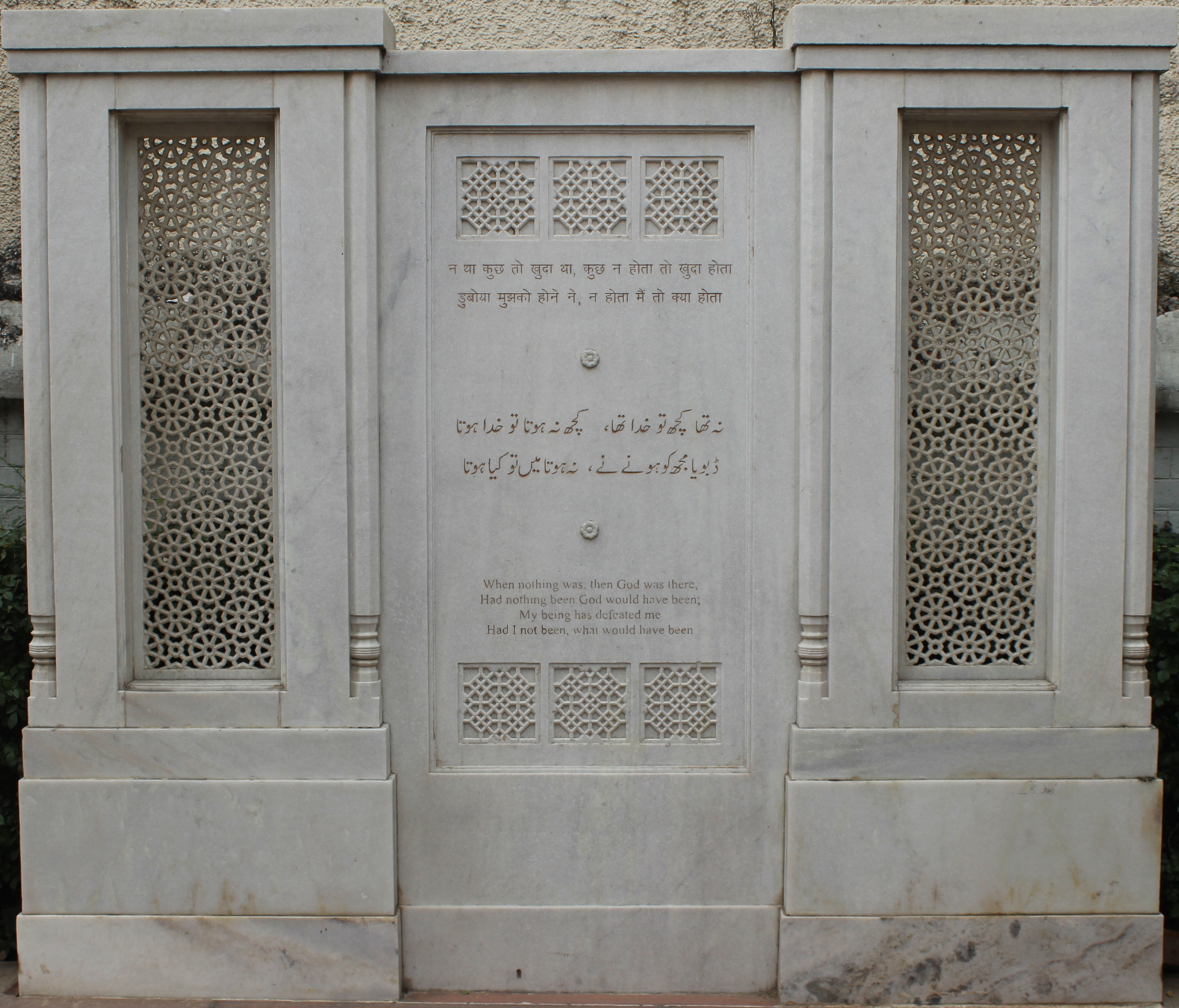
Надпись в мавзолее Мирзы Галиба
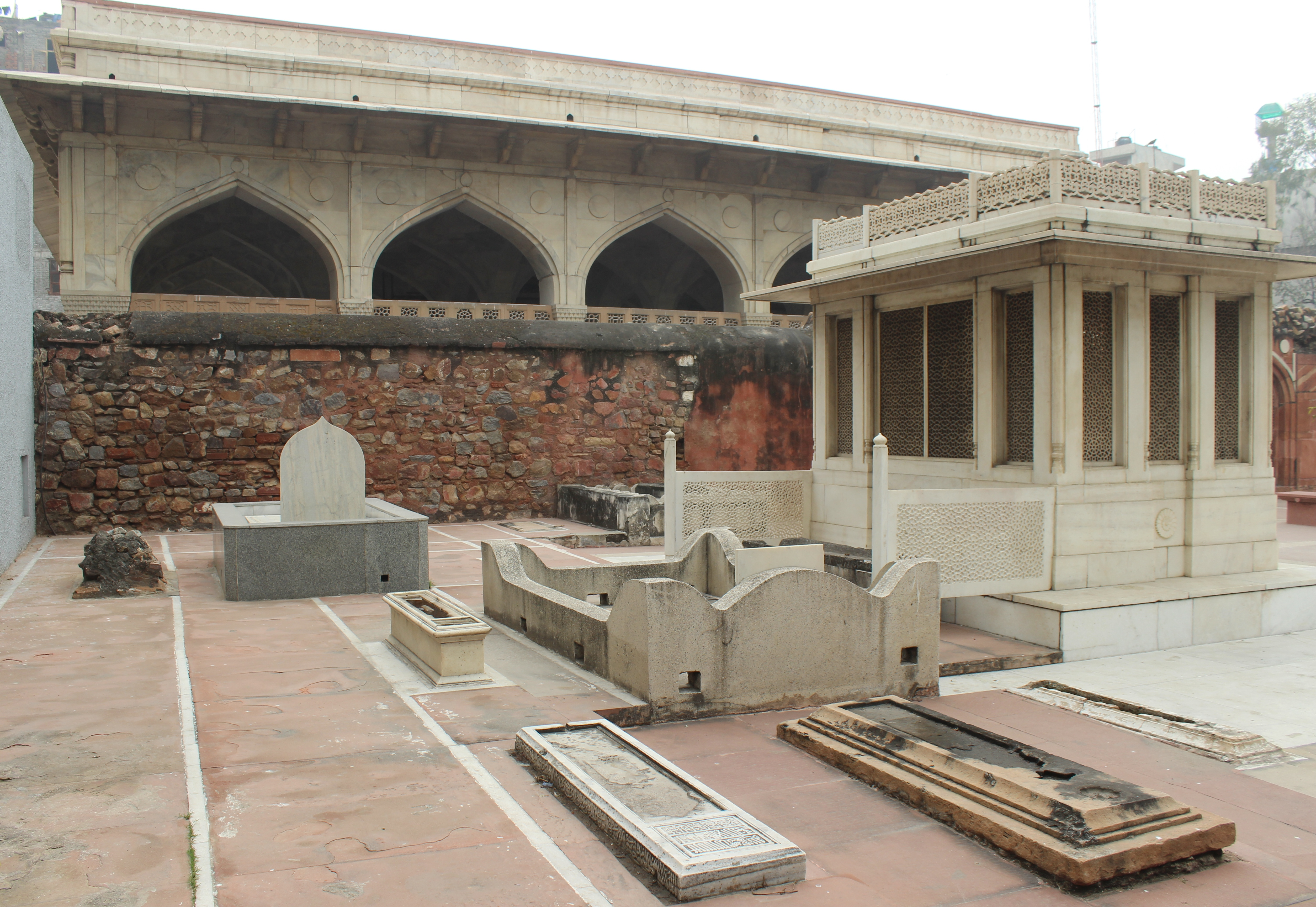
Могила Мирзы Галиба и другие могилы
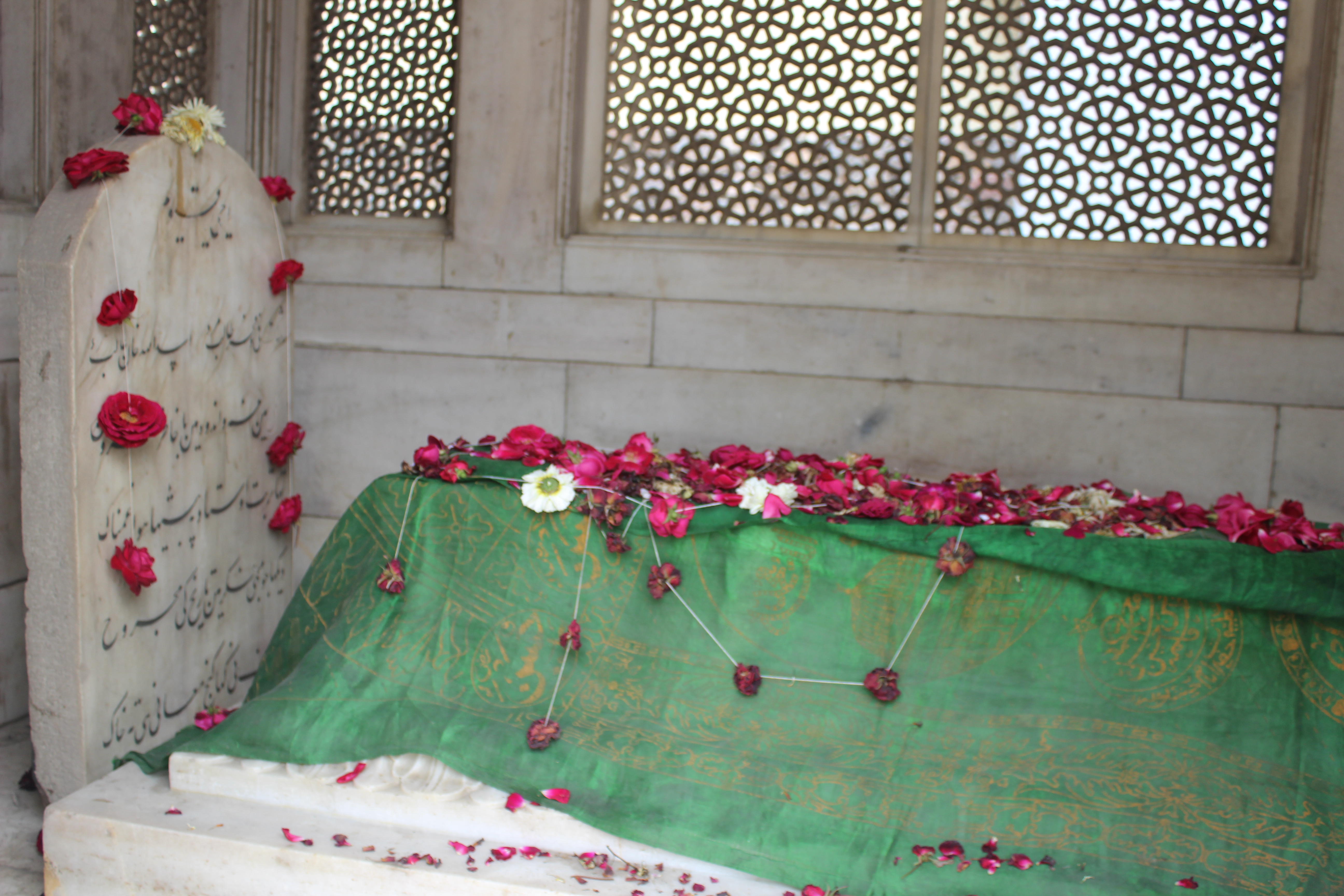
Могила Мирзы Галиба
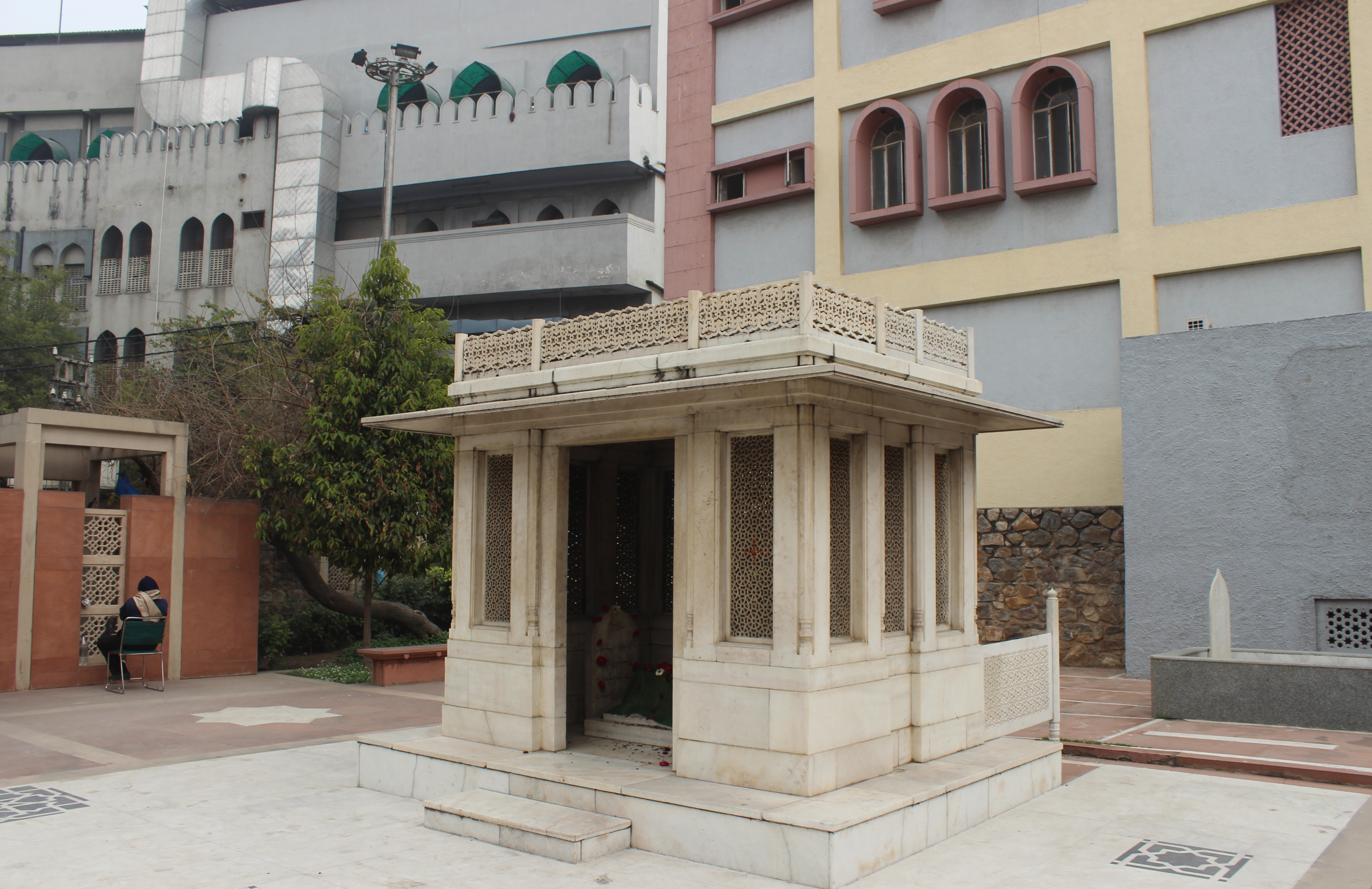
Могила Мирзы Галиба
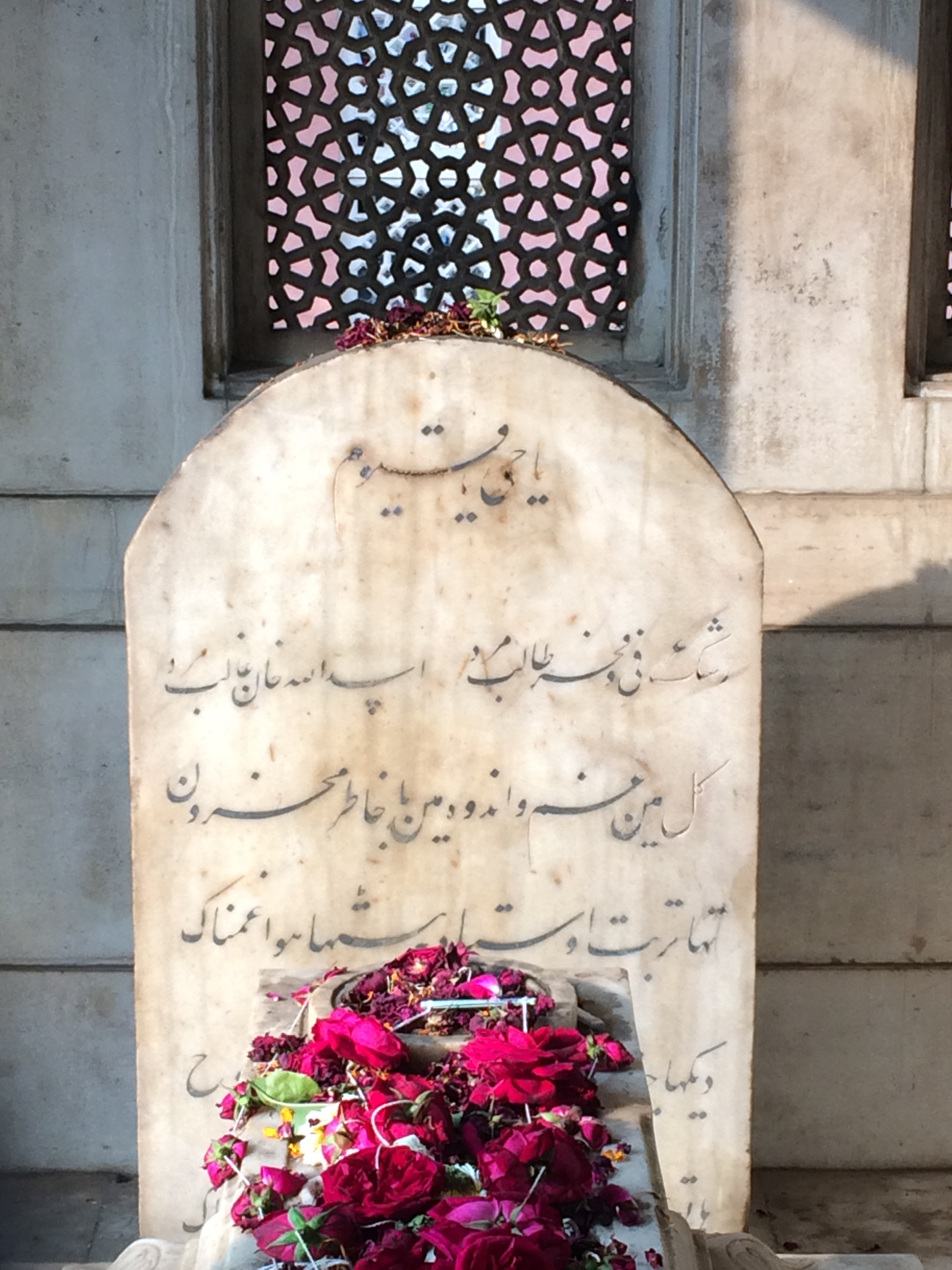
Надгробие Мирзы Галиба
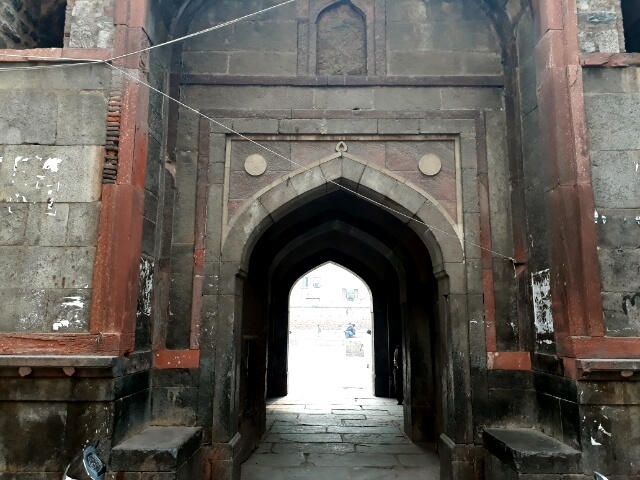
Передние ворота гробницы Галиба